# Colocleora ansorgei
Colocleora ansorgei là một loài bướm đêm trong họ Geometridae.